# Hammaptera oppositata
Hammaptera oppositata là một loài bướm đêm trong họ Geometridae.